# 아라고 반점

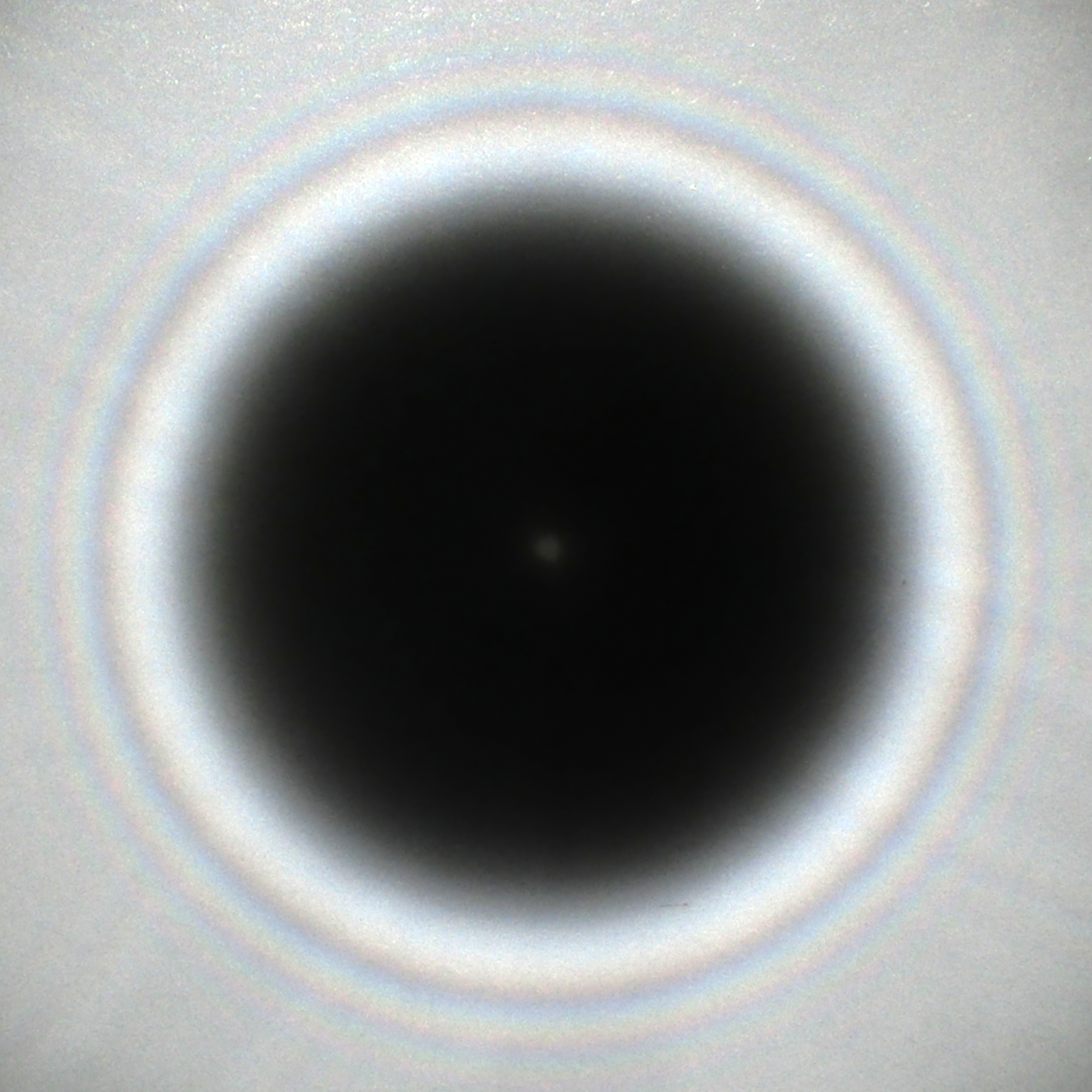
5.8 mm 원형 장애물에 의한 그림자 부분에 생기는 아라고 반점 사진.

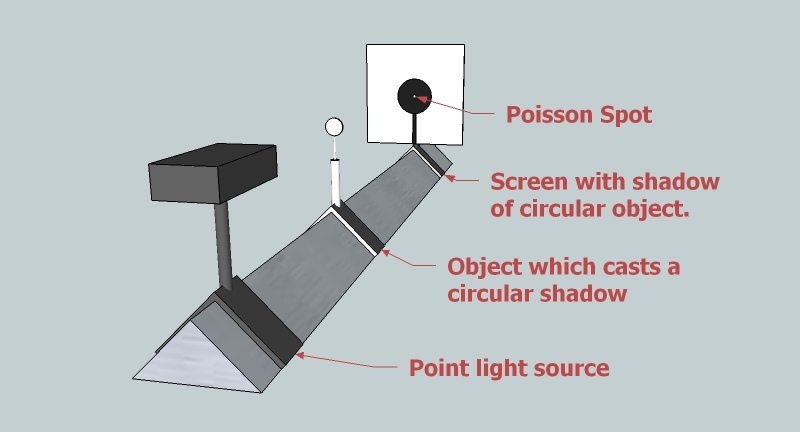
아라고 반점 실험. 점광원이 원형의 대상에 빛을 비추면 화면에 그림자가 생긴다. 이 그림자의 중앙에는 회절로 인해 밝은 점이 나타나며, 이는 기하 광학의 예측과 모순된다.

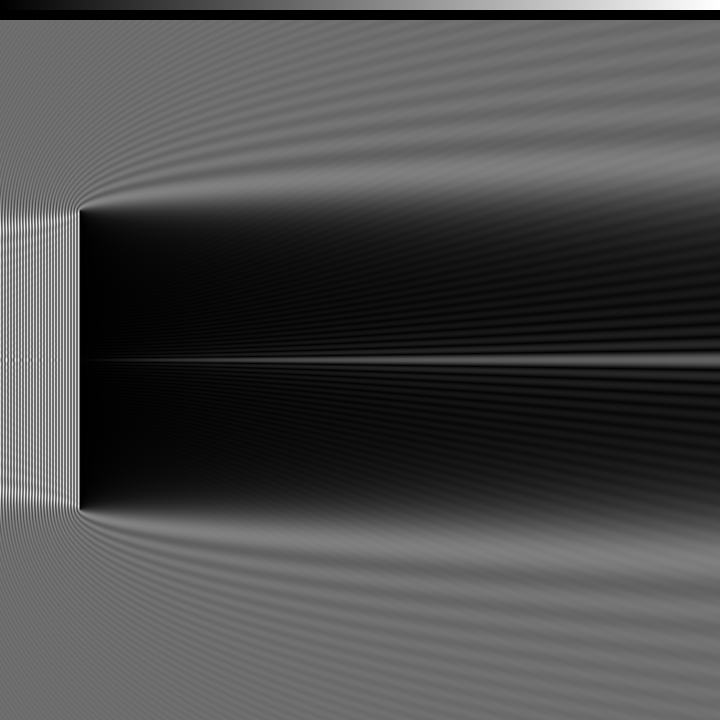
그림자 내에서 형성되는 아라고 반점.

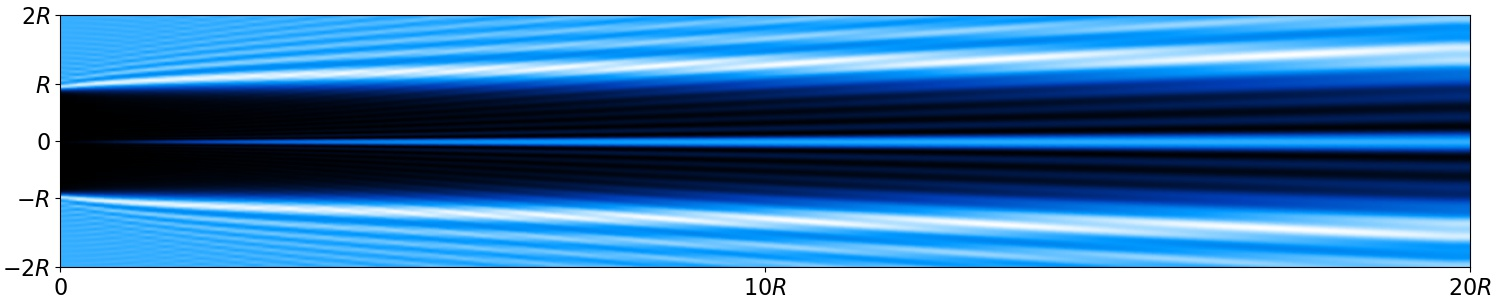
단색광의 파장 λ = 0.5 μm일 때 반경이 인 원형 장애물 뒤편에서의 거리에 따른 광도 시뮬레이션션.

아라고 반점, 푸아송 반점, 또는 프레넬 반점은 광학에서 프레넬 회절에 의해 원형 물체의 그림자 중앙에 나타나는 밝은 점이다.  이 반점은 빛의 파동적 본질을 발견하는 데 중요한 역할을 했으며, 빛이 파동처럼 행동한다는 것을 보여주는 일반적인 방법이다.
기본적인 실험 설정에는 조명이 비추는 핀홀이나 발산하는 레이저 빔과 같은 점광원이 필요하다. 설정의 크기는 프레넬 회절 요구 사항을 준수해야 한다. 즉, 프레넬 수가 다음을 만족해야 한다. {\displaystyle F={\frac {d^{2}}{\ell \lambda }}\gtrsim 1,} 여기서,
- d ː 원형 물체의 직경
- ℓ ː 물체와 스크린 사이의 거리
- λ ː 광원의 파장이다.

마지막으로 원형 물체의 모서리는 충분히 무뎌야 한다.
이런 상황들은 일상생활에서는 밝은 반점을 볼 수 없는 이유를 모두 설명해준다. 그러나 오늘날 사용 가능한 레이저 소스를 사용하면 아라고 반점 실험을 수행하는 것이 어렵지 않다.
천문학에서 아라고 반점은 뉴턴 망원경으로 찍은 별의 초점이 심하게 흐릿한 이미지에서도 관찰할 수 있다. 그곳에서 별은 무한대에 거의 이상적인 점광원을 제공하고 망원경의 부경은 원형 장애물을 구성한다.
빛이 원형 장애물에 비칠 때, 하위헌스의 원리에 의하면 장애물 평면의 모든 점이 새로운 빛의 점원으로 작용한다. 장애물의 원주 상의 지점에서 나와 그림자 중심으로 가는 빛은 정확히 같은 거리를 이동하므로, 물체 근처를 지나는 모든 빛은 화면에 동일한 위상으로 도달하여 보강 간섭을 일으킨다 . 이로 인해 그림자의 중앙에 밝은 점이 생기는데, 기하 광학과 빛의 입자 이론에 따르면 그곳에는 빛이 전혀 없어야 한다.

## 역사
19세기 초에는 빛이 단순히 직선으로 전파되는 것이 아니라는 생각이 널리 퍼졌다. 토마스 영은 1807년에 이중슬릿 실험을 발표했다.  원래의 아라고 반점 실험은 10년 후에 수행되었고, 빛이 입자인지 파동인지에 대한 질문에 대한 결정적인 실험이었다. 따라서 그것은 엑스페리멘툼 크루키스의 예이다.
당시에는 많은 사람들이 아이작 뉴턴의 광입자설을 지지했는데, 그 중에는 이론가인 시메온 드니 푸아송이 있었다. 1818년 프랑스의 과학 아카데미에서는 빛의 속성을 설명하는 경진 대회를 열었는데, 심사위원 중의 한명이 푸아송이었다. 토목기술자인 오귀스탱-장 프레넬은 새로운 빛의 파동설을 제출하면서 이 대회에 참가했다.
푸아송은 프레넬의 이론을 자세히 연구했는데 빛의 입자설을 지지하는 사람이어서 그 이론이 틀렸음을 증명할 방법을 모색했다. 푸아송은 프레넬 이론의 결과 중 하나는 원형 장애물의 그림자 속에 축상의 밝은 반점이 존재하게 된다는 주장을 펼쳤을 때, 광입자 이론에 의하면 완전히 어두워야 하는 것이므로 드디어 결함을 발견했다고 생각했다. 이러한 예측은 광의 파동설에 따른 터무니없는 결과로 여겨졌으며, 그 예측이 실패하면 프레넬의 이론을 거부할 수 있는 강력한 논거가 될 수 있었다.
하지만 위원회의 위원장인 도미니크-프랑수아-장 아라고는 실제로 실험을 수행하기로 결정했다. 그는 2 mm 금속 디스크를 왁스를 이용하여 유리판에 부착하였다. 그는 예측한 지점을 관찰하는데 성공하여 프레넬의 예측을 확인했다. :375
아라고는 후에 이 현상(나중에 "푸아송 반점" 또는 "아라고 반점"으로 알려짐)이 1세기 전에 이미 드릴과 마랄디에 의해 관찰되었다고 언급했다.
아라고의 실험 결과는 파동 이론을 뒷받침하는 압도적인 증거였지만, 1세기 후 양자 역학(그리고 알베르트 아인슈타인의 기적해 논문 중 하나에서 처음 제안됨) 빛(모든 형태의 물질과 에너지와 마찬가지로)의 탄생과 맞물려 입자와 파동으로 모두 설명되어야 한다는 것( 파동-입자 이중성 )이 이해되게 되었다. 그러나 전자기파와 관련된 입자인 광자는 파동 이론이 등장하고 아라고의 강력한 증명이 나오기 전에 지배적이었던 입자 이론에서 상상한 입자와는 아무런 공통점이 없었다. 1920년대 후반 양자 이론이 등장하기 전에는 빛의 파동적 특성만이 회절이나 간섭과 같은 현상을 설명할 수 있었다. 오늘날에는 디랙의 양자 이론에서 예측한 대로 단일 광자에 의해 발생한 밝은 점이 모자이크처럼 쌓여 회절 패턴이 나타난다는 것이 알려져 있다. 빛의 강도가 증가함에 따라 모자이크 회절 패턴의 밝은 점들이 더 빨리 모인다. 이와 대조적으로 파동 이론은 빛의 세기에 따라 전체적인 밝기가 증가하는 확장된 연속 패턴이 형성될 것이라고 예측한다.

## 이론

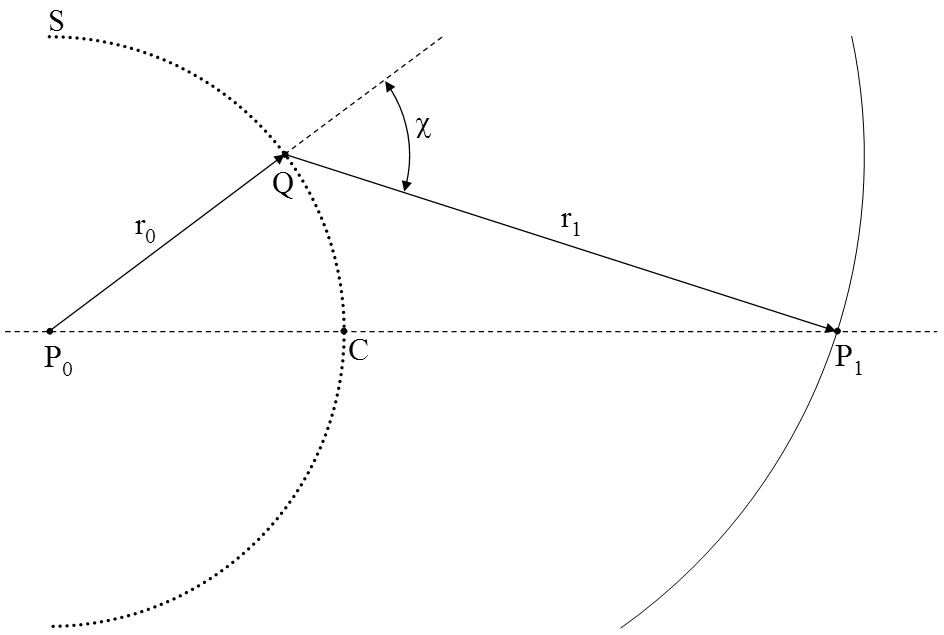
P _{0} 의 구면의 점광원으로부터 P _{1} 지점의 파동 진폭을 계산하기 위한 표기법.

프레넬 파동 이론의 핵심은 파면의 모든 방해받지 않는 지점이 2차 구형 파동의 근원이 된다는 것을 명시하는 하위헌스-프레넬 원리이다. 그리고 스크린의 한 지점에서 광학 필드 E 의 진폭은 상대적인 위상을 고려한 모든 2차 파동의 중첩으로 주어진다.  이는 화면상의 지점 P 1 의 필드가 표면 적분으로 주어진다는 것을 의미한다. {\displaystyle U(P_{1})={\frac {Ae^{\mathbf {i} kr_{0}}}{r_{0}}}\int _{S}{\frac {e^{\mathbf {i} kr_{1}}}{r_{1}}}K(\chi )\,dS,}여기서 2차 파동이 뒤로 전파되지 않도록 보장하는 경사계수 {\displaystyle K(\chi )}는  다음과 같이, {\displaystyle K(\chi )={\frac {\mathbf {i} }{2\lambda }}(1+\cos(\chi ))} 이고,
- A 는 광원의 진폭
- {\textstyle k={\frac {2\pi }{\lambda }}} 파수
- S 는 방해받지 않는 표면이다.

적분 밖의 첫 번째 항은 r 0 거리에서 소스파의 진동을 나타낸다. 마찬가지로, 적분 내부의 항은 r 1 거리에서 2차 파동의 진동을 나타낸다.
이 적분을 사용하여 원형 장애물 뒤의 강도를 유도하기 위해서는 실험 매개변수가 근거리 회절 영역의 요구 사항을 충족한다고 가정한다(원형 장애물의 크기는 파장에 비해 크고 거리 g = P 0 C 및 b = CP 1 에 비해 작음). 극좌표로 이동 하면, 반지름 a 의 원형 객체에 대한 적분이 생성된다(예: Born 및 Wolf  참조): {\displaystyle U(P_{1})=-{\frac {\mathbf {i} }{\lambda }}{\frac {Ae^{\mathbf {i} k(g+b)}}{gb}}2\pi \int _{a}^{\infty }e^{\mathbf {i} k{\frac {1}{2}}\left({\frac {1}{g}}+{\frac {1}{b}}\right)r^{2}}r\,dr.}

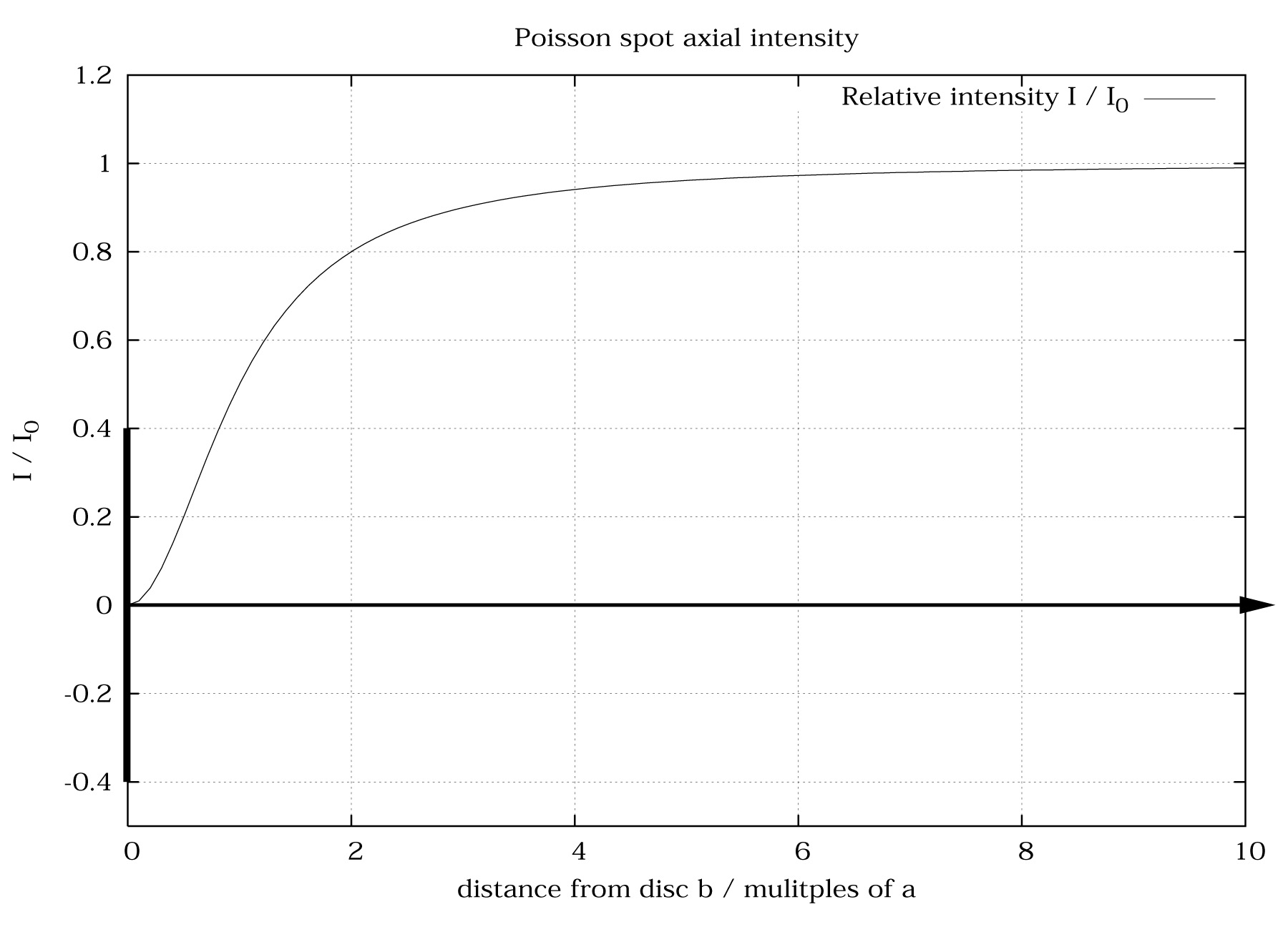
작은 원형 장애물 그림자 중심의 축상 강도는 장애물이 없을 때의 강도로 수렴한다.

이 적분은 수치적으로 풀 수 있다  (아래 참조). g가 크고 b가 작으면 각도가 {\displaystyle \chi } 무시할 수 없게되면, 축상의 경우(P 1이 그림자의 중심에 있는 경우)에 대한 적분을 다음과 같이 작성할 수 있다(Sommerfeld 참조): {\displaystyle U(P_{1})={\frac {Ae^{\mathbf {i} kg}}{g}}{\frac {b}{\sqrt {b^{2}+a^{2}}}}e^{\mathbf {i} k{\sqrt {b^{2}+a^{2}}}}.}
파원의 강도는 장의 진폭의 제곱이므로 {\textstyle I_{0}=\left|{\frac {1}{g}}Ae^{\mathbf {i} kg}\right|^{2}} 이고, 스크린에서의 강도 {\displaystyle I=\left|U(P_{1})\right|^{2}}이다. 따라서 거리 b 에 대한 함수로서의 축상 강도는 다음과 같다. {\displaystyle I={\frac {b^{2}}{b^{2}+a^{2}}}I_{0}.}
이는 원형 장애물의 직경보다 훨씬 큰 거리 b 에서의 축상 강도가 마치 원형 물체가 전혀 존재하지 않는 경우의 광원의 강도와 동일함을 보여준다. 그러나 더 큰 거리 b 에서는 밝은 점의 크기가 더 커지는 것으로 나타났다(아래 시뮬레이션에서 볼 수 있듯이 연속적인 이미지에서 b/a가 증가한다). 따라서 반점을 더 쉽게 식별할 수 있다.

### 회절 이미지의 계산
화면에 보이는 전체 회절 이미지를 계산하려면 이전 섹션의 표면 적분을 고려해야 한다. 더 이상 원형 대칭을 이용할 수 없는데 이는 광원과 화면의 임의의 지점 사이의 선이 원형 물체의 중심을 지나지 않기 때문이다. 물체 평면의 투명한 부분이면 1이고 그렇지 않으면 0인 (즉, 광원과 스크린의 지점 사이의 직선이 원형의 차단 물체를 통과하면 0이다.) 조리개 함수 {\displaystyle g(r,\theta )}를 사용하면 풀어야 할 적분은 다음과 같다. {\displaystyle U(P_{1})\propto \int _{0}^{2\pi }\int _{0}^{\infty }g(r,\theta )e^{{\frac {\mathbf {i} \pi \rho ^{2}}{\lambda }}\left({\frac {1}{g}}+{\frac {1}{b}}\right)}\rho \,d\rho \,d\theta .}
사다리꼴 법칙이나 심슨 법칙을 이용한 적분의 수치 계산은 효율적이지 않으며, 특히 프레넬 수가 큰 구성의 경우 수치적으로 불안정해진다. 그러나 적분의 반경 부분을 풀면 방위각에 대한 적분만 수치적으로 수행하면 된다.  특정 각도에 대해서는 원형 물체 평면과 선 P0 P1 의 교차점을 원점으로 하는 광선에 대한 선적분을 풀어야 한다. 방위각이  {\displaystyle \theta _{1}} 이고  {\displaystyle r=s} 로부터 {\displaystyle r=t} 까지 물체 평면의 투명한 부분을 통과하는 특정한 광선의 기여는 아래와 같다: {\displaystyle R(\theta _{1})\propto e^{{\frac {\pi }{2}}\mathbf {i} s^{2}}-e^{{\frac {\pi }{2}}\mathbf {i} t^{2}}.}
따라서 각각의 각도에 대해 원형 물체와 광선의 교차점 을 계산한 다음 0과  {\displaystyle 2\pi } 사이의 특정 각도 수치에 대한 기여분 {\displaystyle I(\theta _{1})}를 합산해야 한다. 이러한 계산 결과는 다음 이미지에 표시되어 있다.
위 이미지는 직경이 각각 4 mm, 2 mm, 그리고 1 mm인 디스크의 그림자 부분으로 디스크로부터 1 m 지점에서 보이는 아라고 반점의 시뮬레이션이다. 디스크는 파장이 633 nm이고 각 디스크의 전방 1m 지점에서 발산되는 빛으로 조사된다. 각 이미지는 폭이 16 mm이다.

## 실험적 측면

### 강도와 크기
이상적인 점 음원의 경우, 아라고 반점의 강도는 방해받지 않은 파면의 강도와 동일하다. 아라고 반점 강도 피크의 너비만이 광원의 파장과 원형 물체의 직경이나, 광원, 원형 물체 및 스크린 사이의 거리에 따라 달라진다. 즉, 원형 물체와 스크린 사이의 거리를 늘리거나 원형 물체의 직경을 줄임으로써 광원 파장의 축소가 보상될 수 있다는 것을 의미한다.
실제로 화면에서의 횡축 강도 분포는 광축에 가깝고 평면파(무한대의 점 소스)를 사용할 때 제1종 0차 베셀 함수 제곱의 모양을 갖는다.  {\displaystyle U(P_{1},r)\propto J_{0}^{2}\left({\frac {\pi rd}{\lambda b}}\right)} 여기서
- r 은 광축과 스크린상의 점 P1 사이의 거리이다
- d 는 원형 물체의 직경이다
- λ 는 파장이다
- b 는 원형 물체와 화면 사이의 거리이다.

다음 이미지는 위에서 시뮬레이션된 아라고 반점이미지의 반경 방향에서의 강도 분포를 보여준다.
세 그래프에서 빨간색 선은 위의 시뮬레이션 이미지에 해당하고, 녹색 선은 위에 주어진 베셀 함수의 제곱에 해당 매개변수를 적용하여 계산되었다.

### 유한한 광원 크기 및 공간적 결맞음
아라고 반점이 일반적인 광원의 원형 그림자에서 관찰되기 어려운 주된 이유는 그러한 광원이 점광원을 제대로 근사적으로 구현하지 못하기 때문이다. 파원의 크기가 유한한 크기 S 를 갖는 경우, 아라고 반점은 원형 물체가 렌즈처럼 작동하는 것처럼 Sb / g 로 주어지는 크기를 갖게 된다. 동시에 아라고 반점의 강도는 방해되지 않은 파면의 강도에 비해 감소한다. 상대 강도 {\displaystyle I_{\text{rel}}}를 교란되지 않은 파면에서의 강도에 의해 나누어진 강도로 정의하면, 직경 w의 크기를 갖는 원형 광원에 대한 상대 강도는 다음 방정식을 사용하여 정확하게 표현될 수 있다. {\displaystyle I_{\text{rel}}(w)=J_{0}^{2}\left({\frac {wR\pi }{g\lambda }}\right)+J_{1}^{2}\left({\frac {wR\pi }{g\lambda }}\right)}여기서 {\displaystyle J_{0}} 및 {\displaystyle J_{1}}는 제1종 베셀 함수이다. {\displaystyle R} 은 그림자를 만드는 디스크의 반경이고,  {\displaystyle \lambda }는 파장, 그리고 {\displaystyle g} 는 광원과 디스크 사이의 거리이다. 대형의 광원에 대해서는 다음의 점근 근사가 적용된다. {\displaystyle I_{\text{rel}}(w)\approx {\frac {2g\lambda }{\pi ^{2}wR}}}

### 원형이 아닌 경우
원형 물체의 단면이 원형에서 약간 벗어나면(그러나 더 작은 스케일에서 여전히 날카로운 모서리가 남아 있음) 점광원의 아라고 반점의 형태가 변한다. 구체적으로, 물체의 단면이 타원형이면 아라고 반점은 축폐선 모양을 갖는다. 이는 광원이 이상적인 점광원에 가까운 경우에만 해당된다. 확장된 광원에 의해서도 아라고 반점은 단지 미미한 영향을 받는데, 이는 아라고 반점을 점 확산 함수로 해석할 수 있기 때문이다. 따라서 확장된 광원에 의한 이미지는 점 확산 함수와의 합성곱(convolution)으로 인해 희미해질 뿐 전체적인 강도는 감소하지 않는다.

### 원형 물체의 표면 거칠기
아라고 반점은 이상적인 원형 단면으로부터의 작은 편차에 매우 민감하다. 즉, 원형 물체의 표면 거칠기가 조금만 있어도 밝은 반점을 완전히 없앨 수 있다. 이것은 직경이 4  mm ( g = b = 1 m ) 인 디스크에 의한 아라고 반점의 시뮬레이션인 다음 세 가지 다이어그램에 표시된다.:
이 시뮬레이션에는 진폭이 각각 10 ㎛, 50 μm 및 100 μm인 원형의 규칙적인 사인파 주름이 포함된다. 참고로, 100 μm의 가장자리 주름에 의해서 중앙의 밝은 반점이 거의 소멸된다.
이 효과는 프레넬 영역 개념을 사용하면 가장 잘 이해할 수 있다. 장애물 가장자리의 한 지점에서 비롯된 방사형 세그먼트에서 전송되는 필드는 프레넬 영역을 기준으로 가장자리 지점의 위치와 위상이 밀접한 기여를 제공한다. 장애물 반경의 분산이 가장자리 근처의 프레넬 영역 폭보다 훨씬 작으면 방사형 세그먼트의 기여는 거의 동상이고 보강적으로 간섭한다. 그러나 무작위적인 가장자리 주름이 인접한 프레넬 영역의 너비와 비슷하거나 더 큰 진폭을 가질 경우, 방사형 세그먼트의 기여는 더 이상 동상이 아니며 서로 상쇄되어 아라고 반점의 강도가 감소한다.
인접한 프레넬 영역은 대략 다음과 같다.  {\displaystyle \Delta r\approx {\sqrt {r^{2}+\lambda {\frac {gb}{g+b}}}}-r.}
이상적인 아라고 반점을 보려면 가장자리의 주름이 이 너비의 10%를 넘지 않아야 한다. 위의 4 mm 직경의 디스크 시뮬레이션에서 인접한 프레넬 영역의 너비는 약 77 μm이다.

## 물질파에 의한 아라고 반점
2009년에 아라고 반점 실험이 중성의 물질파의 예인 중수소 분자의 초음속 확장 빔을 사용하여 구현되었다. 파동처럼 행동하는 물질 입자는 양자 역학으로부터 알려져 있다. 입자의 파동적 특성은 실제로 드브로이의 가설과 데이비슨-거머 실험으로 거슬러 올라간다. 물질파를 구성하는 전자의 아라고 반점은 일정한 크기의 원형의 구조를 조사할 때 투과 전자 현미경으로 관찰할 수 있다.
큰 분자에 대한 아라고 반점의 관찰은 그들의 파동성을 증명하는 것이며 현재 연구 주제의 하나이다.

## 다른 응용 분야
아라고 반점은 파동의 거동을 보여주는 것 외에도 몇 가지 다른 응용 분야가 있다. 그 중의 하나는 아라고 반점을 정렬 시스템의 직선 기준으로 사용하는 것이다. 또 다른 방법은 광선의 수차에 대한 반점의 감도를 사용하여 레이저 빔의 수차를 조사하는 것이다. 마지막으로,  우주 기반 망원경의 회절 한계 분해능을 획기적으로 개선하기 위한 방법으로 아라고스코프(aragoscope)가 제안되었다.

## 같이 보기
- 아라고스코프
- 오컬팅 디스크